# Бельгія в Європейському Союзі
Відносини між Королівством Бельгія та Європейським Союзом — це вертикальні відносини, що включають наднаціональну організацію та одну з її держав-членів. Бельгія є однією з держав-засновниць Європейського Союзу. Багато головних офісів установ і агентств знаходяться в Брюсселі. Країна 12 разів головувала в Раді Європейського Союзу.

## Співвідношення між правом Європейського Союзу та правом Бельгії

### Конституція
Конституція Бельгії не містить положень, що стосуються відносин між державою та Європейським Союзом. Європейський Союз прямо згадується лише в статті 8, у параграфах 3 і 4 Конституції.
Стаття 34 Конституції Бельгії передбачає, що «здійснення конкретних повноважень може бути віднесено договором або законом до інститутів міжнародного публічного права». Стаття 34 з цього приводу відступає від статті 33, яка встановлює, що " сили, що походять від нації здійснюються відповідно до Конституції (а не договору). Стаття 34 відтворює зміст статті 25 bis, яка дозволила ратифікацію Договору про заснування Європейських Співтовариств, Єдиного Акту та Договору про Європейський Союз.
Оскільки Бельгія є федеративною державою, деякі угоди належать не до компетенції бельгійської держави, а до компетенції Співтовариств. Угода про співпрацю між федеральною державою та суб’єктами федерації8 mars 19948 березня 1994 року з метою розподілу повноважень, коли розглядувана справа на рівні Союзу стосується федеральної компетенції та/або компетенції суб’єктів федерації. Вони мають можливість представляти Бельгію в міжнародних і наднаціональних інституціях, зокрема на засіданнях Ради Європейського Союзу. Угода про співпрацю встановлює, зокрема, чотири ситуаці :
- якщо справа на європейському рівні належить до виключної компетенції федеральної землі, федеральний міністр відповідає за представництво.[4]
- якщо питання на європейському рівні належить до виключної компетенції регіону чи громади, регіональний міністр чи міністр громади відповідає за представництво.[4]
- якщо справа на європейському рівні неоднозначна, але
  - справа має федеральний характер, тому федеральний міністр відповідає за представництво в супроводі асесора з регіонів/громад.[4]
  - справа має перевагу в регіоні/громаді, потім регіональний міністр або міністр громади, відповідальний за представництво, у супроводі федерального міністра.[4]